# Nappes supérieures des Préalpes
Les nappes supérieures des Préalpes sont un groupe de nappe de charriage situé dans le massif du Chablais (Préalpes du Chablais), les Alpes bernoises, les Alpes uranaises et les Préalpes appenzelloises (Préalpes romandes). Il est subdivisé en quatre nappes (nappe de la Sarine, nappe de la Dranse, nappe de la Simme et nappe des Gets). Chaque nappe correspond à une séquence de flysch déposée le long de la marge sud de l'océan liguro-piémonais, marquant la subduction de ce dernier et le début de la phase de convergence alpine. Premières unités incorporées dans le prisme d'accrétion sédimentaire de la Téthys alpine, elles constituent aujourd'hui les unités structurales les plus élevées dans l'édifice des Préalpes chablaisiennes et romandes. Leur socle équivalent correspond aux nappes de Tsaté et de Zermatt Saas-Fée.

## Localisation
Les nappes supérieures des Préalpes se concentrent préférentiellement dans les vallées en raison de la nature tendre de ces roches. Elles constituent aussi des reliefs moutonnés d'importance secondaire mais peut couvrir des sommets plus marqués et aux pentes douces grâce aux replis de la nappe des Préalpes médianes qu'elles recouvrent. De par leur position structurale élevée, elles constituent le sommet de l'édifice préalpin, les reliefs atteignent plus de 1 700 m mais demeurent inférieures à 2 000 m.

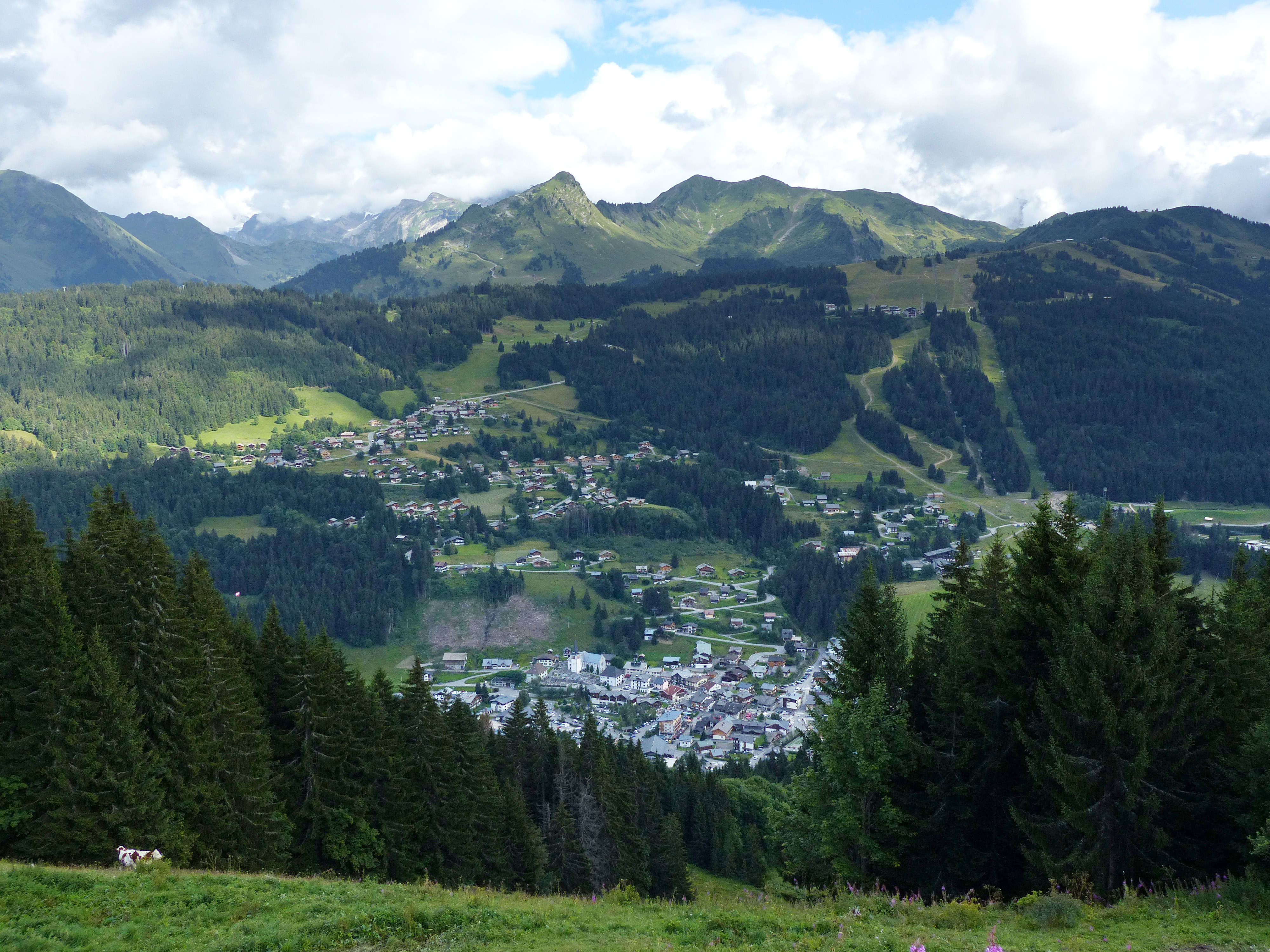
Relief de Ranfolly surplombant la commune des Gets depuis le flanc du mont Chéry. Les deux reliefs appartiennent à la nappe des Gets. À l'arrière plan, la pointe de Nyon correspond à la nappe de la Brèche affleurant de l'autre côté du synclinal des Gets. Tout au fond, le rouleau de Bostan appartient au domaine helvétique.
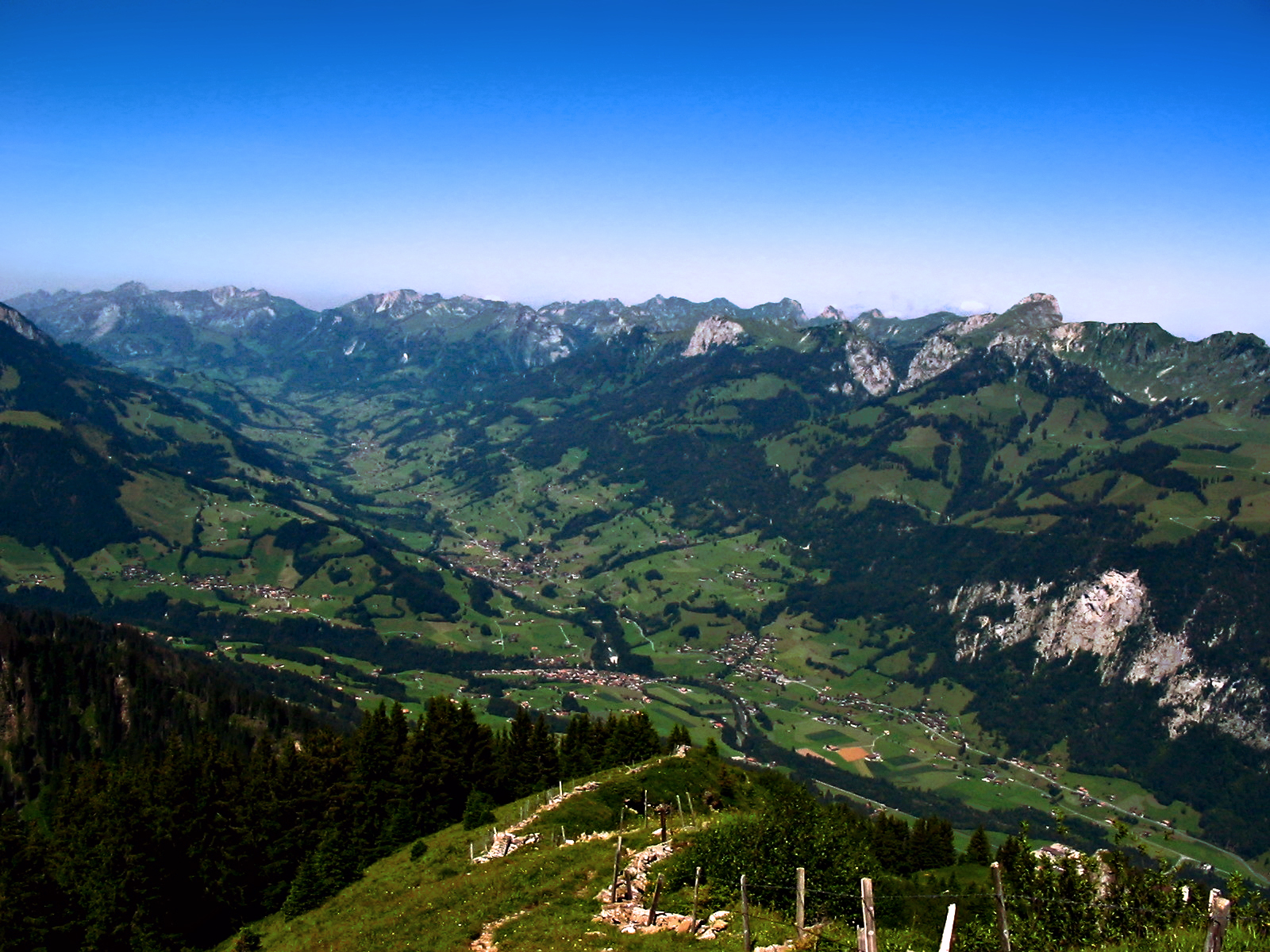
Simmental depuis le Niesen dans les Préalpes romandes. Les falaises calcaires dont le Stockhorn constituent le plus haut sommet appartiennent à la nappe des Préalpes médianes. La nappe de la Simme constitue le fond de la vallée tandis que la nappe de la Sarine forme une fine bande sur le flanc droit de la vallée.

### Préalpes du Chablais
Dans les Préalpes du Chablais, la nappe de la Sarine est faiblement exposé et surtout observé sous forme de lentilles dans les mélanges sous-jacents. Les nappes supérieures des Préalpes forment deux vastes synformes s'étendant d'est en ouest et séparées par le repli frontal de la nappe de la Brèche.
La première synforme s'étend de Mieussy à Vionnaz en passant par Abondance recoupant les vallées de la Dranse. Elle est principalement constituée par la nappe de la Dranse et recouvre une grande partie des pli de la nappe des Préalpes médianes. Cette première synforme comprend, d'ouest en est, la pointe des Follys (1 713 m), la pointe de la Gay (1 801 m), la pointe du Paradis (1 761 m), la pointe des Bouts (1 698 m), la pointe du Cercle (1 808 m), la pointe des Follys (1 674 m), la pointe de Lachaux (1 962 m) et la Truche (1 830 m).

La seconde synforme comprend les nappes des Gets et de la Simme. Elle est discontinue et subdivisée en trois zones. La première forme le synclinal des Gets s'étendant en arrière du roc d'Enfer jusqu'aux abords du col de Joux-Plane et centrée sur la commune des Gets. Elle est notamment représentée par le mont Chéry (1 826 m). La seconde zone d'affleurement correspond à la montagne de Séraussaix entre Morzine et Montriond. Enfin la dernière zone s'étend entre la tête de Lindaret (1 950 m) jusqu'au pied du flanc sud du mont de Grange.

### Préalpes romandes
C'est dans le lobe romand que la nappe de la Sarine affleurement préférentiellement tout comme la semelle jurassique de la nappe de la Simme (série de la Manche ou de Fouyet). Contrairement aux préalpes du Chablais, les nappes supérieures des Préalpes forment une unique large synforme s'étendant entre le Pays-d'Enhaut (canton de Vaud) et la vallée de la Simme (canton de Berne). Cette différence s'explique notamment par la moindre importance de la nappe de la Brèche dans les préalpes romandes. De plus leur distribution est parallèle à l'axe des vallées de la Sarine (ouest), des Fenils et de la Simme (est) contrairement aux préalpes du Chablais où elles recoupaient perpendiculairement les vallées de la Dranse. Elles forment les reliefs suivant d'ouest en est : les monts Chevreuils (1 749 m), les Rodomonts (1 878 m), le Vorderi Schneit (1 960 m) et le Hundsrügg (2 047 m). Quelques écailles de la nappe des Préalpes médianes interromptent cette continuité à l'image de la Gummfluh (2 457 m), du Rubli (2 285 m) ou de la dent de Ruth (2 236 m). Au-delà du lac de Thoune, les nappes supérieures des Préalpes disparaissent contrairement aux nappes inférieures (nappe des Préalpes médianes et complexe Voirons-Wägital) qui persistent dans le Grossschlierental.

## Histoire
Les nappes supérieures des Préalpes ont longtemps été décrites comme une unique unité tectonique, la nappe de la Simme, coiffant l'édifice préalpin. Cette unicité s'explique notamment par l'homogénéité des dépôts de type flysch constituant les nappes, soit une alternance marno-gréseuse à marno-calcaire. Mais dès les années 1960, les études biostratigraphiques ont mis en évidence des incohérences dans la succession,,. En effet des unités inférieures présentaient des âges plus jeunes que les unités sus-jacentes à l'image de la nappe de Sarine (Maastrichtien - Paléocène) recouverte par la nappe de la Dranse d'âge Crétacé. Ces incohérences permirent d'une part de subdiviser finement les nappes supérieures des Préalpes et d'autre part d'individualiser le flysch de la nappe des Préalpes médianes.

## Subdivision
Initié par Caron, la stratigraphie des nappes supérieures des Préalpes a été remis à jour dans le cadre du projet HARMOS mené par la commission suisse de stratigraphie.